# Cmentarz Polny w Podłej Górze
Cmentarz Polny w Podłej Górze – nieczynna, ewangelicka nekropolia w Podłej Górze, zajmująca powierzchnię 0,43 ha. Znajduje się 150 metrów na północ od krańcowych zabudowań, po prawej stronie drogi, prowadzącej do Świebodzina. W przedniej części cmentarza usytuowany jest cokół nieistniejącego obecnie pomnika, upamiętniającego poległych w pierwszej wojnie światowej mieszkańców wsi. Od 2015 na cmentarzu prowadzone są prace renowacyjne, mające na celu przywrócenie nekropolii dawnego wyglądu.